# Addy Engels
Addy Engels (født 16. juli 1977) er en hollandsk tidligere professionel landevejsrytter.